# Sueca
Sueca ist eine Gemeinde in der spanischen Provinz Valencia. Sie befindet sich am linken Ufer des Flusses Xúquer. Die Gemeinde besitzt eine 7 km lange Mittelmeerküste. Ein Teil der Architektur zeigt maurische Wurzeln – Flachdächer, Aussichtstürme (miradors) und Hufeisenbögen – und die Gegend hat ein Bewässerungssystem aus maurischer Zeit. Die Reisverarbeitung ist die Hauptindustrie, obwohl auch Orangen exportiert werden.

## Geografie
Das Gemeindegebiet von Aldaia grenzt an Sollana, Valencia, Cullera, Fortaleny, Riola, Albalat de la Ribera und Polinyà de Xúquer, alle in der Provinz Valencia gelegen.

## Geschichte
Die Ursprünge der Stadt gehen auf eine Alquería aus der maurischen Zeit zurück.

## Demografie
| 24.868 | 23.044 | 24.426 | 24.869 | 24.893 | 25.406 | 26.126 | 26.685 | 27.593 | 28.713 | 28.986 | 28.090 |

## Persönlichkeiten
- Antonio Puchades (1925–2013), Fußballspieler